# John Brillhart
John David Brillhart (Condado de Alameda, 13 de novembro de 1930) é um matemático estadunidense. É professor emérito da Universidade do Arizona.